# Return to the Centre of the Earth
Return to the Centre of the Earth es un álbum conceptual de 1999 del músico británico Rick Wakeman, popular por su trabajo como teclista de la reconocida agrupación de rock progresivo Yes. Este trabajo es una secuela del álbum Journey to the Centre of the Earth, publicado en 1974.
El álbum es narrado por Patrick Stewart y cuenta con las colaboraciones de músicos invitados como Justin Hayward, Katrina Leskanich, Tony Mitchell, Ozzy Osbourne, Trevor Rabin y Bonnie Tyler.

## Lista de canciones
1. "A Vision" (2:34)
2. "The Return Overture" (2:39)
3. "Mother Earth" (3:48)
  1. "The Shadow of June"
  2. "The Gallery"
  3. "The Avenue of Prismed Light"
  4. "The Earthquake"
4. "Buried Alive" (voz de Ozzy Osbourne) (6:01)
5. "The Enigma" (1:18)
6. "Is Anybody There?" (voz de Bonnie Tyler) (6:35)
7. "The Ravine" (0:49)
8. "The Dance of a Thousand Lights" (5:41)
9. "The Shepherd" (2:01)
10. "Mr. Slow" (voz de Tony Mitchell) (3:47)
11. "Bridge of Time" (1:12)
12. "Never is a Long, Long Time" (voz de Trevor Rabin) (5:19)
13. "Tales from the Lidenbrook Sea" (2:57)
  1. "River of Hope"
  2. "Hunter and Hunted"
  3. "Fight for Life"
14. "The Kill" (5:23)
15. "Timeless History" (1:10)
16. "Still Waters Run Deep" (voz de Justin Hayward) (5:21)
17. "Time Within Time" (2:39)
  1. "The Ebbing Tide"
  2. "The Electric Storm"
18. "Ride of Your Life" (voz de Katrina Leskanich) (6:01)
19. "Floating" (1:59)
  1. "Globes of Fire"
  2. "Cascades of Fear"
20. "Floodflames" (2:00)
21. "The Volcano" (2:10)
  1. "Tongues of Fire"
  2. "The Blue Mountains"
22. "The End of the Return" (5:23)

## Listas
| Lista (1999)   | Posición máxima |
| -------------- | --------------- |
| UK Album Chart | 34              |